# Bukit Sepakat
Bukit Sepakat is een bestuurslaag in het regentschap Aceh Tenggara van de provincie Atjeh, Indonesië. Bukit Sepakat telt 322 inwoners (volkstelling 2010).